# Мануель Пардо
Мануель Пардо-і-Лавальє (ісп. Manuel Pardo y Lavalle; 9 серпня 1834, Пуно, регіон Пуно, Перу — 16 листопада 1878, Ліма) — перуанський політик, перший цивільний президент країни.

## Життєпис

### Ранні роки
Народився 1834 року в аристократичній родині письменника, поета та політика Феліпе Пардо-і-Альяга . Належав до родини колоніальної шляхти. Навчався в Чилі, Барселоні та Парижі, зосереджуючи на вивченні навчальних предметів галузі економіки.
Дитинство провів у Чилі, куди його батько був направлений повноважним посланником-міністром уряду Філіпі Сантьяго Салаверрі, потім уряду Рамона Кастілья. Почав навчання у бізнес-школі Вальпараїсо, а продовжив у Національному інституті Чилі . Завершував середню та починав вищу освіту на батьківщині, в Перу (Університет Сан-Маркос). Потім вирушив до Європи, де займався на кафедрі філософії та літератури Барселонського університету та кафедрі літератури та політекономії у Колеж де Франс (де підтримував реформістські погляди шанувальника Клода Анрі де Сен-Симона професора Мішеля Шевальє .
Повернувся до Перу в 1853 році .

### Початок кар'єри
У червні 1854 року був призначений заступником голови Секції статистики тодішнього уряду, але відмовився виконувати свої обов'язки і зайнявся сільським господарством, допомагаючи своєму родичу Хосе Антоніо де Лавальє в управління майном його вілли.
Під час другого правління маршала Рамона Кастилья і після скасування рабства в 1855 році очолював комісію зі створення сільської поліції.
Написане ним есе про велику різницю у житті різних верств населення в різних регіонах країни справило сильний вплив на настрої у суспільстві.
Був великим землевласником у регіоні Ламбаєку . Працював у компанії-експортері гуано до Великої Британії, засновником та директором Банку Перу (ісп. Banco del Perú, 1864), президентом компанії зі страхування життя «La Paternal» (1868), директором Американської компанії морського страхування.
У 1864 році президент Хуан Антоніо Песет доручив йому місію отримання кредитів у Європі з метою організації відсічі можливої іспанської агресії. Після повернення в 1865 році був призначений міністром фінансів в уряді свого гарного знайомого полковника Маріано Ігнасіо Прадо. У межах цього міністерства просував агресивну реформу податкової системи на користь збільшення державних доходів.
Обраний директором Благодійного Товариства (1868), боровся з наслідками епідемії жовтої гарячки, яка привела до смерті 25 % населення в Лімі та Кальяо. Займався питаннями будівництва лікарні, очолював спеціальний благодійний фонд перуанського ощадного банку та був стурбований розвитком шкільної освіти у столиці.
Мер Ліми з 1869 по 1871 рік. Активно працював у сфері освіти, та сприяв проведенню 1-ї Національної промислової виставки. Серед інших громадських робіт — санація та окраса міста, каналізація канав, мощення вулиць, відкриття площ та початок будівництва дороги від Ліми до Кальяо.
24 квітня 1871 року заснував Громадянську партію, в якій об'єдналися багаті купці — одержувачі гуано, промисловці та землевласники, представники національної буржуазії, що народжується. Не задовольняючись економічною владою, вони також прагнули контролювати політичну владу. До них також приєдналися численні інтелектуали, юристи та журналісти. За допомогою цієї партії на президентських виборах 1872 року він здобув перемогу над фаворитом чинного президента Хосе Бальти 63-річним генералом Хосе Руфіно Еченіке, підтриманого армією та церковними колами, отримавши 57,8 % голосів проти 23,1 % у Еченіки та 19,1 % у кандидата від лібералів Верховного прокурора країни Мануеля Торібіо Урета .
Мав вступити на посаду 2 серпня того ж року. Однак ці плани порушив військовий міністр генерал Томас Гутьєррес, який спочатку намагався умовити президента Хосе Бальта влаштувати переворот і не йти зі своєї посади, а після відмови останнього сам зі своїми братами 22 липня влаштував переворот і оголосив себе Верховним головнокомандувачем країни і ув'язнив президента Х. Бальту. Однак Т. Гутьєррес не одержав підтримки флоту серед населення Перу.
В результаті хвилювань, що відбулися, заарештований президент Х. Бальта був страчений прихильниками Т. Гутьєрреса, що викликало новий сплеск насильства. Прихильники страченого президента увірвалися до президентського палацу, лінчували Т. Гутьєрреса і повісили його тіло на одну з веж собору Ліми. Таким чином, Перу одного дня, 26 липня, втратило відразу двох своїх керівників. Після цих подій і короткого правління двох тимчасових президентів 2 серпня Мануель Пардо склав присягу як перший обраний цивільний глава Перу.

### На посаді президента
За час його президентства працювали три міністерські кабінети: перший, під головуванням генерала Хосе Мігеля Медіни; другий — доктора Хосе Евсебіо Санчеса; третій — генерала Ніколаса Фрейре.
Мануель Пардо розпочав своє правління в умовах величезної популярності, проте вона поступово зменшувалась через економічну кризу.
Звісно, опозиція в парламенті скористалася такою ситуацією для критики уряду.
Негативною подією стало скоєне в гарнізоні на кордоні з Бразилією вбивство за нез'ясованих обставин колишніх бунтівників проти уряду, колишнього президента полковника Маріано Еренсія Севальоса та полковника Домінго Гаміо, скоєне 2 лютого 1873 року.
22 серпня 1874 року пережив замах, коли на вулиці Ліми армійський капітан Хуан Боза здійснив кілька пострілів з револьвера, проте промахнувся. М. Пардо сам схопився зі стрільцем, вибивши тростиною його зброю. Група людей, які супроводжували Бозу і, мабуть, були його спільниками, втекла.
Періодично під час правління М. Пардо у країні відбувалися заколоти. Так, одне із повстань підняв у жовтні 1874 року колишній міністр фінансів в уряді Х. Балти Ніколас де П'єрола, підтриманий чилійцями. Повстанці захопили Мокегуа та планували захопити Арекіпу, але були переможені урядовими силами у грудні.

#### Внутрішня політика
21 вересня 1872 року Мануель Пардо представив Конгресу ситуацію в Казначействі, що розглядалася як катастрофічна. Продаж гуано, основного джерела доходу Казначейства протягом 30 років, занепадав, і весь продукт йшов на сплату державного боргу. Причина полягала в тому, що гуано різко здешевшало через зниження своєї якості в ході конкуренції з іншими природними добривами, які заповнили світовий ринок (насамперед селітра). До того ж була тенденція до виснаження резервів гуано. Бюджет країни, який значно зріс при уряді Хосе Бальти, забезпечувався податками лише на 50 %; річний дефіцит досяг 8500000 солей.
Для виправлення сформованого становища Мануель Пардо запропонував:
- Встановлення фіскальної децентралізації для досягнення більшого обсягу збору податків у департаментах.
- Встановлення адміністративної децентралізації (щоб кожен департамент уряду керував своїми власними доходами, створюючи при цьому відомчі ради.
- Створення податку на мобільні тарифи на експорт селітри (як замінника гуано в сенсі прибутковості) з прибережної провінції Тарапака (Конгрес не схвалив цей податок; згідно із законом від 18 січня 1873 року було встановлено, що держава купуватиме всю продукцію за фіксованою ціною, а потім продаватиме її споживачам за вищою ціною.)
- Реорганізацію мит та підвищення тарифів.
- Скорочення державних видатків до мінімуму, намагаючись задовольнити потреби нації власними ресурсами.
- Підписання нового контракту продаж 1 900 000 тон гуано (скоєно 7 червня 1876 року).

Вжиті заходи не дали очікуваних результатів. Тільки підвищення митних тарифів мало певний успіх, і це згодом стало найважливішим пунктом фіскальної політики, але дефіцит бюджету збільшився. Протягом періоду 1874—1876 років дохід скарбниці становив 30 мільйонів солей, а витрати перевищували 74 мільйони. З 1873 року світова економіка вступила в кризу, що привела до тривалої депресії, яка тривала до кінця XIX століття. Перуанська економіка сильно постраждала, оскільки міжнародні ціни на сировину впали та експорт скоротився.
Мануель Пардо намагався виправити становище поступовним збільшенням податків, переглядом контрактів на продаж селітри та гуано . Все виробництво селітри була націоналізована.
Фінансова криза призвела до монетарної кризи, золоті та срібні монети почали зникати з обігу та з банків. Виплата зовнішнього боргу не могла бути продовжена, це призвело до втрати іміджу Перу як позичальника за кордоном і, отже, неможливості отримання нових кредитів.
Країна наблизилась до економічного банкрутств, що почалося зі зростання цін (насамперед, на продукти першої необхідності), часткового паралічу громадських робіт і безробіття, що викликало неминуче невдоволення населення.
Водночас пройшло скорочення армії до менш ніж 3000 військовослужбовців. Хоча в той же час було створено Училища капралів та сержантів, а також Спеціальне училище артилерії та Військово-морське училище.
Економічна криза та непередбачені витрати уряду на придушення безперервних повстань не дозволили витрачати кошти на купівлю сучасного армійського спорядження.
Така політика стала фатальною для країни, оскільки саме ослаблення армії та флоту при економічних проблемах спонукали Чилі розв'язати війну з метою анексії частини перуанської території, багатої гуано та селітрою.

#### Міжнародна політика
Політика континентальної солідарності, що її ініціював президент Р. Кастілья переживала кризу. Перу поступово втратила морську перевагу в акваторії Тихого океану, тоді як Чилі поступово демонструвало свій територіальний експансіонізм на північ від своїх кордонів: почастішали територіальні суперечки цієї країни з Болівією, викликані наявністю багатих запасів селітри в пустелі Атакама .
В таких умовах 6 лютого 1873 року було підписано Договір про спілку між Перу і Болівією, яка мала суто оборонний характер. Сторони зобов'язалися взаємно гарантувати незалежність, суверенітет та цілісність своїх територій, зобов'язуючись захищатись від будь-якої зовнішньої агресії. Договір був суворо оборонним, хоча містив положення про взаємну оборону у разі нападу будь-якої держави однією зі сторін. Він набув чинності, коли Чилі напала на Болівію у 1879 році .
Після того, як договір був схвалений Конгресами Перу та Болівії, почалися переговори про приєднання до нього Аргентини, яка також перебувала у прикордонних суперечках із Чилі щодо територій Патагонії . Аргентинський уряд Домінго Фаустіно Сарм'єнто погодився з цим договором і подав його до парламенту для схвалення. Однак Сенат, де переважали противники аргентинського президента не підтримав цей документ.
Закони про націоналізацію нітратних копалень Тарапакі також викликали незадоволення чилійського вищого класу, оскільки багато чилійців мали інвестиції в експлуатацію селітри цього регіону.

#### Культурна та гуманітарна політика
На відміну від криз в інших сферах, освітня та культурна діяльність уряду Пардо виявилася активною та успішною, оскільки він вважав основною своєю справою на посаді президента соціальний розвиток країни.
Мануель Пардо продовжив політику свого попередника — президента Р. Кастілья з розвитку народної освіти. При ньому було встановлено, що початкова освіта є обов'язковою та безкоштовною в першому класі. Право на здобуття початкової освіти для мешканців було розширено до 60 років.
В галузі вищої освіти для підготовки технічних фахівців та фахівців з різних спеціальностей державного управління було створено
- факультет політичних та адміністративних наук Університету Сан-Маркос (нині факультет економічних наук)
- Школа інженерів-будівельників та шахтних інженерів (нині Національний інженерний університет)
- Вища школа сільського господарства (нині Національний аграрний університет "Ла Моліна"[en]).
- Педагогічне училище Сан-Педро було створено (для жінок, які хотіли стати викладачами)
- Школа образотворчих мистецтв.

Університетам було надано автономію.

#### Помітні події президентства
- Активізувалася європейська імміграція (прибули три тисячі європейських іммігрантів, більшість з яких були відправлені для колонізації району джунглів Чанчамайо в регіоні Хунін, де вони у 1874 році заснували місто Ла Мерсед)[en] . Азіатська імміграція також сприяла розвитку прибережного сільського господарства.
- Скасовано дорожні збори та внутрішні митниці, які перебували у віданні глав регіонів Перу.
- Організовано Статистичне управління. У 1876 році проведено перший загальний перепис населення. Перепис показав число 2704998 жителів.
- Створено Громадянські реєстри при муніципалітетах, для організованого видання свідоцтв про народження, шлюб та смерть громадян, які до цього були привілеєм католицьких парафій.
- Для захисту громадського порядку було відновлено та реорганізовано Національну гвардію. Усі громадяни віком від 21 до 25 років, які не були зараховані до чинної армії або резерву, повинні були прийти на службу до підрозділів Національної гвардії в кожній провінції з періодичним навчанням та викликами на дійсну службу на строк не більше шести місяців.
- Прийнято Загальні поштові правила для покращення поштової служби та розпочато будівництво поштамту в Лімі.
- Приватною компанією був протягнутий телефонний кабель між Перу та Чилі, а потім між містами Пайта та Панамою, що з'єднало Перу з рештою світу.
- Відкрито кілька великих ділянок залізниць.
- Створено три нові департаменти (Ламбакеке, Апурімак, Такна) та одна прибережна провінція (Мокегуа): Мануель Пардо ніколи не мешкав в урядовому палаці. Він жив у своєму приватному будинку, де вів прийом громадян, не звертаючи уваги на економічне чи соціальне становище особи, яка бажає аудієнції.

### Після президентства
Мануель Пардо передав управління країною заздалегідь обраному своєму наступнику, генералу Маріано Ігнасіо Прадо, який на той час уже обіймав раніше посаду президента.
У червні 1877 його прихильники (без відома Мануеля Пардо) підняли озброєний заколот у Кальяо. Колишній президент зазнав переслідувань, був змушений переховуватися у військовій місії Франції і пізніше емігрував до Чилі.
Однак на виборах 1877 року Мануеля Пардо заочно обрали сенатором Конгресу від Хуніна, коли його партія отримала більшість в обох палатах. 27 липня 1878 року також заочно було обрано головою Сенату країни. Хоча деякі його друзі радили йому не повертатися до Перу, колишній президент повернувся у вересні 1878 року з переконанням, що незабаром розпочнеться війна з Чилі (війна почалася через кілька місяців після його смерті).

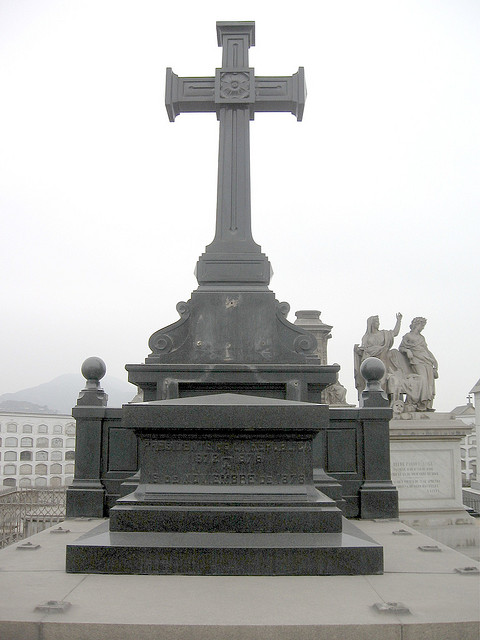
Могила Мануеля Пардо у фамільному склепі

16 листопада 1878 року Мануеля Пардо на 45-му році життя убив у Лімі армійський старший сержант пострілом у спину при вході до Сенату. Мотивом стала розробка Сенатом закону, який ускладнює армійську кар'єру, зокрема призначення сержантів офіцерами. Убивцю пізніше розстріляли, а саме вбивство було різко засуджено практично всіма верствами суспільства .

## Родина
З липня 1859 року Мануель Пардо був одружений з Марією Ігнасією Хосефі де Барреда-і-Осма, доньеою багатого бізнесмена. Діти:
- Феліпе Пардо і Барреда (1860—1939) — відомий перуанський дипломат.
- Хуан Пардо-і-Барреда (1862—1943) — відомий бізнесмен, інженер та політик, президент палати депутатів
- Хосе Пардо-і-Барреда (1864—1947) — президент Перу, цю посаду він обіймав двічі: у 1904–1908 і в 1915 — 1919 роках .
- Марія Пардо-і-Барреда (1865-?)
- Ана Пардо-і-Барреда (1868—1942)
- Луїс Віктор Пардо-і-Барреда (1869—1944)
- Енріке Пардо-і-Барреда (1870—1930)
- Роса Мерседес Генара Пардо-і-Барреда (1871—1944)
- Хуана Вікторія Пардо-і-Барреда (1876-?)
- Мануель Адальберто Пардо-і-Барреда (1877—1906)